# Dennis
Dennis er et drengenavn som stammer fra det græske navn Dionysos, guden for vin og ekstase i græsk mytologi.

## Navnet på andre sprog
- Dennis, Denis (engelsk)
- Denis (fransk)
- Dénes (ungarsk)
- Dinis (portugisisk)

Kan også ses stavet Dines (ukendt oprindelse).

## Mennesker

### Kongelige
- Diniz I, Konge af Portugal (1261-1279-1325)
- Diniz, Prins af Portugal (1354-1397)

### Religiøst
St. Denis; Kristen helgen, biskop i Paris, og en fader helgen af Frankrig. 

### Kendte personer med navnet
- Dennis Kristensen, dansk fagforeningsformand
- Dennis Knudsen, dansk frisør

## Lokaliteter med navnet Dennis (eller en form af navnet)

### USA
- Dennis, Georgia (to steder):
  - i Baldwin County (Georgia)
  - i Murray County (Georgia)
- Dennis, Kansas
- Dennis, Kentucky
- Dennis, Massachusetts (på Kap Cod)
- Dennis, Mississippi
- Dennis Township, New Jersey
- South Dennis, New Jersey
- Dennis, North Carolina
- Dennis, Oklahoma
- Dennis, Oregon
- Dennis, South Dakota
- Dennis, Texas
- Dennis, Utah
- Dennis, West Virginia

### Frankrig
- Seine-Saint-Denis er et departement i Frankrig
- "Saint-Denis" er navnet eller en del af navnet i flere kommuner.

### Andre
- Saint-Denis, Valle d'Aosta, en kommune i Italien.
- Bynavnet Sydney, Australien oprinder fra navnet "Saint-Denis".
- Dennis railway station i Melbourne.

## Populærkultur/Andet
- Der er to tegneseriefigurer kaldet "Jern Henrik" (engelsk Dennis the Menace)
- Orkanerne Dennis, flere orkaner og tropiske storme.
- USS Dennis (DE-405), en Amerikansk 2. verdenskrigs flådefartøj af destroyer eskorte typen.
- Videofilmen "Dennis, plagen" (engelsk Dennis The Menace) fra 1993 lavet ud fra tegneseriefigurerne, gjorde navnet populært i hele verden.
- Dennis er en figur i DR2's voksenjulekalender Yallahrup Færgeby fra 2007.